# Bonecos de Estremoz
Um boneco de Estremoz é uma peça de cerâmica modelada segundo tipologias de trabalho secularmente repetidas e iniciadas em Estremoz, desde pelo menos o século XVII.

Em dezembro de 2017 o artesanato de figuras de barro de Estremoz foi integrado pela UNESCO na Lista Representativa do Património Cultural Imaterial da Humanidade.

## Processo de fabrico
A produção de uma peça destas é bastante simples. Depois de modelada com uma técnica que utiliza três processos fundamentais — a bola, a placa e o rolo —, a figura fica a secar vários dias, sendo depois cozida a 800º. Após a cozedura é pintada com óxidos de terra, misturados com cola (o grude é o colante tradicional), levando depois da secagem das tintas um verniz (goma laca é o tradicional) por cima, para protecção da pintura. A pintura é normalmente feita recorrendo a cores garridas e fortes, o que confere ao boneco um aspecto extremamente alegre.

## História
A história do figurado de Estremoz ainda está por completar. No entanto, em investigações recentes, uma acta de vereação do município local, datada de 10 de Outubro de 1770, deu uma nova luz sobre os bonecos e sobre os seus produtores. Contrariamente ao que era historicamente aceite pela comunidade de investigadores da área das cerâmicas, a arte de fazer Bonecos de Estremoz não era realizada por oleiros da então vila, mas sim por mulheres, as quais eram mesmo chamadas de «boniqueiras». São destas mulheres boniqueiras todas as peças do século XVIII e século XIX que estão no Museu Municipal Prof. Joaquim Vermelho (Estremoz), as quais atestam a sua enorme religiosidade e sensibilidade.
Dada a sua pouca rentabilidade, os bonecos de Estremoz, no primeiro quartel do século XX, foram quase esquecidos após a morte de Gertrudes Rosa Marques, a única barrista que ainda os fazia naquela época. No entanto, com a fundação da Escola de Artes e Oficios de Estremoz em 1924, os bonecos reaparecem graças à acção do seu director, José Maria Sá Lemos.[carece de fontes?] José Lemos, que foi director da Escola Industrial de Estremoz, foi um dos principais responsáveis pelo renascimento desta arte, em colaboração com a artesã Ti Ana das Peles, principalmente a partir de meados da década de 1930.
Sá Lemos descobrira uma senhora de avançada idade (Ana das Peles) que ainda se lembrava de como se faziam estes bonecos e, assim, ajudou a salvar a tradição. Depois da morte dela, é o oleiro Mariano da Conceição (família Alfacinha) que pega na arte, com o incentivo do director da Escola de Artes e Ofícios.
Após o falecimento de Mestre Mariano, é sua irmã Sabina Santos que continua este artesanato. Sua esposa, Liberdade da Conceição, só anos depois é que decide dar continuidade ao legado de Mariano.
Outros bonequeiros apareceram posteriormente, como, por exemplo, António Lino de Sousa (que tem a continuar o seu trabalho sua esposa Quirina Marmelo), José Moreira e Mário Lagartinho (que já não modela bonecos e hoje somente se dedica à olaria). Mas Sabina Santos foi, de facto, quem se destacou e o seu trabalho deu origem a uma série de novos barristas que actualmente (2006) trabalham por conta própria, como é o caso das Irmãs Flores e de Fátima Estróia.
.
[[MariLuísa da Conceição, outra barrista ainda em actividade, aprendeu com sua mãe, Liberdade da Conceição, e seu pai, Mariano da Conceição, apenas por observação.
Igualmente a trabalhar na tradição estão os irmãos Ginja, que aprenderam a conhecer o barro na Olaria Regional e depois, com o auxílio de Joaquim Vermelho, estudaram as técnicas e os modelos.
Em 9 de agosto de 2021 foi inaugurado o Centro Interpretativo do Boneco de Estremoz, no Palácio dos Marqueses da Praia e Monforte.[carece de fontes?] Em Março de 2025 iniciou-se uma exposição com os Bonecos de Estremoz, no Museu da Misericórdia de Évora, que teve como finalidade divulgar a evolução e a preservação desta expressão artística. Uma das principais peças expostas foi a Procissão do Senhor dos Passos, produzida por José Moreira, e que é considerado como um dos principais artistas do figurado de barro em Estremoz.